# بلو باند (ماركة)
بلو باند (المعروفة باسم Rama في بولندا وألمانيا والمجر وجمهورية التشيك) هي علامة تجارية من المارجرين والجبن القابل للدهن والدهون النباتية القابلة للدهن.  في الأصل علامة تجارية هولندية طورها سيمون فان دن بيرغ وهي لا تزال متوفرة على نطاق واسع في ألمانيا، بدأ بيعها في عام 1924. تتنجه شركة Upfield باستثناء المنتجات في جنوب إفريقيا التي تنتجها شركة Siqalo Foods المملوكة لشركة Remgro.